# منجل قاطع

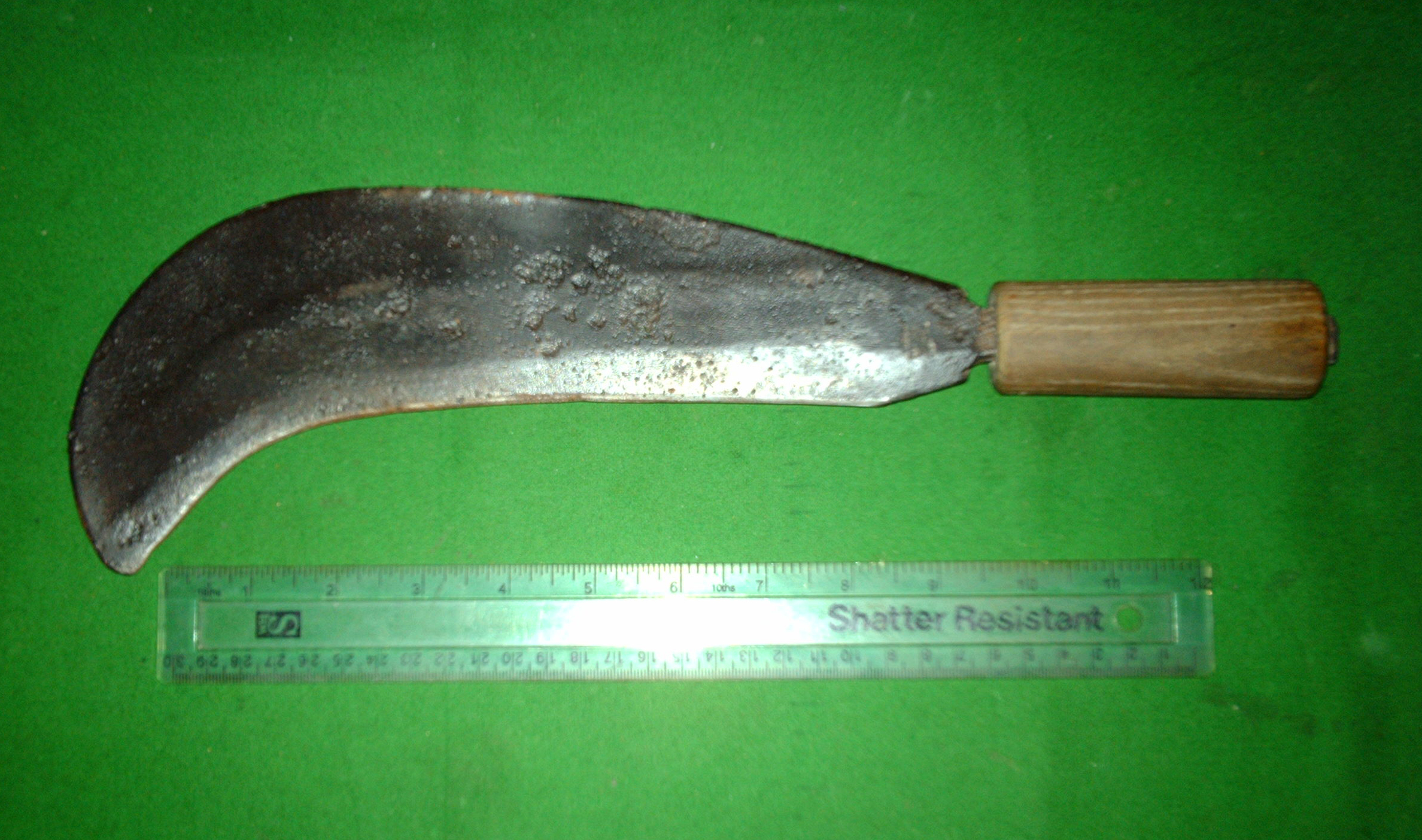
منجل قاطع.

المِنقَاريّة أو المنجل القاطع هي أداة قطع تقليدية تُستخدم في الزراعة والحراجة لقطع أصغر المواد الخشبية مثل فروع الشجيرات، وهو أكثر ما يكون شائعاً في البلدات التي تقوم بزراعة العنب، ويعود تاريخه إلى زمن قديم مُنذ العصور الوسطى. وما يُميزه بأن له رأس مُلتوي.